# Ingabo z'u Rwanda
La Forza di Difesa del Ruanda (RDF) (in lingua kinyarwanda: Ingabo z'u Rwanda) è l'esercito nazionale del Ruanda. La maggior parte del personale precedentemente serviva nell'Esercito Patriottico Ruandese (RPA). Il CDR è composto da:
- Consiglio dell'Alto Comando della RDF
- Stato Maggiore della RDF
- Forza Terrestre del Ruanda
- Forza Aerea del Ruanda
- unità specializzate

Dopo che conquistò il paese nel luglio 1994 in seguito al genocidio ruandese da aprile a luglio 1994, il Fronte Patriottico Ruandese (RPF) decise di dividersi in una divisione politica (che mantenne il nome RPF) e una divisione militare, che sarebbe servita come esercito ufficiale dello stato ruandese.

## Storia (1962-1994)
L'Area Handbook for Rwanda dello U.S. Army, compilato nel 1968-69, descrive le forze di sicurezza del Ruanda nel 1969 come una Guardia Nazionale forte di 2.500 uomini e una polizia nazionale, forte di circa 1.200 uomini. La Guardia Nazionale era stata stabilita due anni prima dell'indipendenza ed aveva maturato esperienze respingendo piccole invasioni Tutsi nel 1963 e 1964. A quel tempo la forza era composta da un quartier generale, un gruppo di intervento (un battaglione di fanteria), altre cinque compagnie di fucilieri e cinque plotoni di fucilieri indipendenti.
Le Forces armées rwandaises (FAR) furono l'esercito nazionale del Ruanda fino al luglio del 1994, quando il governo crollò in seguito al genocidio ruandese e alla guerra con il Fronte Patriottico Ruandese. Le FAR erano stimate forti di 7.000 uomini, di cui circa 1.200 membri della Gendarmeria. Le truppe d'élite includevano la Guardia Presidenziale, stimata tra 1.000-1.300 soldati, così come le unità Paracommando e di ricognizione.  In risposta all'invasione RPF del 1990, i 5000 uomini delle FAR aumentarono rapidamente, con l'assistenza di addestratori francesi (fino a 1.100 soldati francesi erano in Ruanda all'epoca), diventando circa 30.000 entro il 1992.
Gli Accordi di Arusha, firmati il 4 agosto 1993, posero un piano dettagliato per l'integrazione delle forze militari del Fronte Patriottico Ruandese in quelle governative. Il governo ruandese avrebbe fornito il 60% delle truppe per il nuovo esercito integrato, ma avrebbe dovuto condividere le posizioni di comando con l'RPF fino al livello di battaglione. Il nuovo esercito era composto da non più di 19.000 soldati e 6.000 della Gendarmeria. Tuttavia gli elementi radicali all'interno del governo ruandese furono implacabilmente contrari alla attuazione degli accordi e, invece, iniziarono la pianificazione che pose le basi per il genocidio.
Il col. Marcel Gatsinzi venne brevemente nominato Capo di Stato Maggiore delle Forze Armate dal 6 aprile al 16 aprile 1994, ma venne sostituito da Augustin Bizimungu, che fu subito promosso a maggiore generale, dal momento che il colonnello Gatsinzi era contrario al genocidio. Bizimungu fu Capo di Stato Maggiore per breve tempo prima di fuggire dal paese. Molti soldati delle FAR da allora sono stati implicati dal Tribunale penale internazionale per il Ruanda nel genocidio, compreso il suo capo durante il genocidio, il colonnello Théoneste Bagosora, che fu il capo del  cabinet  (ufficio privato) del Ministero della Difesa prima del genocidio. Altri leader delle FAR sono stati implicati nell'assassinio del presidente ruandese, Juvénal Habyarimana, che scatenò il genocidio.
Molti elementi del vecchio regime ruandese, tra cui soldati del FAR, fuggirono nello Zaire Orientale dopo la vittoria del RPF, dove formarono il Rassemblement Démocratique pour le Rwanda (RDR), che divenne poi Forze Democratiche per la Liberazione del Rwanda (FDLR), attivo nella parte orientale della provincia di Kivu Nord del Congo.

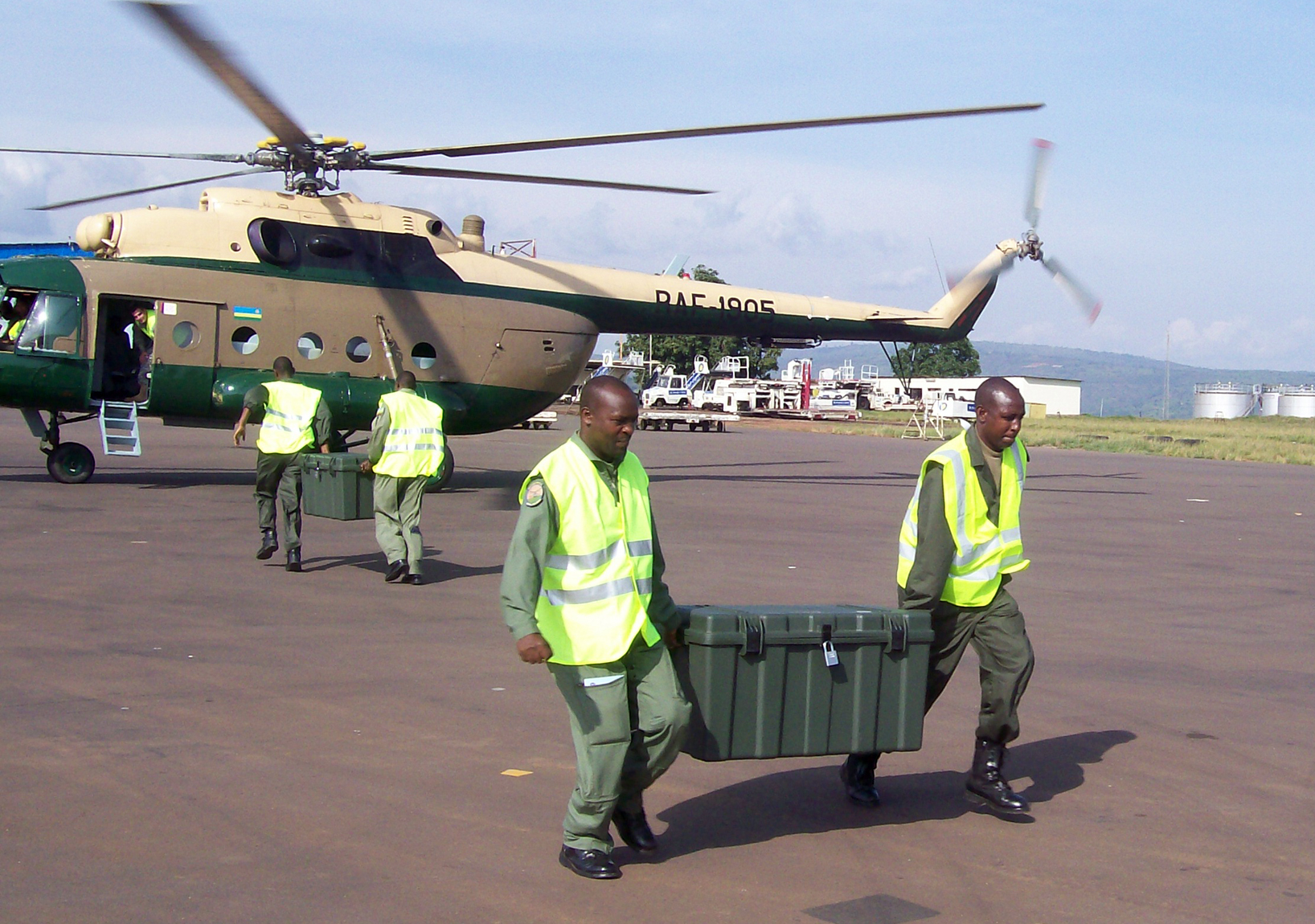
Soldati ruandesi trasportano attrezzature al Kigali International Airport

## Massacri di rifugiati hutu
Le Forze di Difesa ruandesi hanno commesso atrocità durante il genocidio ruandese del 1994, come il Fronte Patriottico Ruandese, e anche durante entrambe le guerre del Congo. Ciò include il massacro di Kibeho. L'RDF e l'ADFL effettuarono uccisioni di massa durante la prima guerra del Congo, dove ben 222.000 rifugiati Hutu ruandesi andarono dispersi.
Nel novembre 2002 Emmanuel Habyarimana venne rimosso dal suo incarico di Ministro della Difesa, un'azione che il portavoce del governo di Joseph Bideri attribuì al suo punto di vista "estremo pro-Hutu". Marcel Gatsinzi divenne Ministro della Difesa (in carica dal 2002 al 2010) in successione ad Habyarimana.
Quattro ufficiali in servizio dell'esercito della Forza di Difesa del Ruanda (RDF) sono stati incriminati nel giugno 2008 per i crimini commessi durante il genocidio del 1994.

## Forze Terrestri
Un certo numero di fonti, tra cui Gérard Prunier, documenta gli aiuti americani al RPA prima della prima guerra del Congo. La parte ufficialmente ammessa fu il programma d'addestramento denominato Joint Combined Exchange Training. Prunier implica fortemente che gli Stati Uniti fornissero apparecchiature di comunicazione, veicoli, stivali, e farmaci al RPA prima dell'inizio della guerra e dopo che scoppiò, consegnando armi e munizioni di seconda mano provenienti da paesi del Patto di Varsavia, o direttamente ai Goma o con lanci aerei lungo le linee del fronte dell'AFDL. Egli riferisce che dopo lo scoppio della guerra, la U.S. Air Force era passata ad utilizzare C-141 Starlifter e C-5 Galaxy per fornire aiuto non letale all'aeroporto di Kigali e all'aeroporto di Entebbe, con lanci di aeromobili C-130 Hercules.
Da luglio 1994 a dicembre 1997, il RPA era forte di sei brigate, come indicato negli accordi di Arusha: 402a a Kigali e nella Prefettura Rurale di Kigali; 201a nelle Prefetture di Kibungo, Umatura, e Byumba; 301a nelle Prefetture di Butare, Gikongoro, e Cyangugu; 305a nelle Prefetture di Gitatama e Kibuye; e 211a nelle Prefetture di Gisenyi e Ruhengeri. I confini delle brigate rispecchiavano i confini amministrativi politici, che spesso complicarono le operazioni militari. Durante la prima guerra del Congo, la brigata quartier generale rimase all'interno del Ruanda, ma diresse le operazioni all'interno della Repubblica Democratica del Congo.
Jane's World Armies disse nel luglio 2009 che la RDF viene schierata per proteggere i confini del paese e difendersi contro le aggressioni esterne. Ci sono quattro divisioni, ciascuna implementando tre brigate:
- 1ª Divisione, con sede a Kigali, copre le regioni centrale ed orientale;
- 2ª Divisione, con sede a Byumba, copre le regioni settentrionale ed orientale;
- 3ª Divisione, con sede a Gisenyi, copre la regione settentrionale; e
- 4ª Divisione, con sede a Butare, copre la regione meridionale.[17]

## Aeronautica

Coccarda del Ruanda

Dopo aver raggiunto l'indipendenza nel 1962, l'arma aerea ( Forza aérienne rwandaise ) venne costituita con l'aiuto belga. Nel 1972 le prime attrezzature moderne iniziarono ad arrivare in forma di sette Alouette III. Altre consegne inclusero gli aerei leggeri armati SA 342L Gazzelle, i Britten-Norman Islander, i Nord Noratlas, i SOCATA Guerrier e gli AS 350B Ecureuils. Dopo che i combattimenti iniziarono tra il RPA e il governo, nel 1990 più aerei vennero abbattuti, distrutti a terra o si schiantarono. Pochi sono sopravvissuti.

## Equipaggiamento
Le spese per la difesa continuano a rappresentare una quota importante del bilancio nazionale, in gran parte a causa di continui problemi di sicurezza lungo le frontiere del Ruanda con la Repubblica Democratica del Congo e il Burundi, e persistenti preoccupazioni circa le intenzioni dell'Uganda verso il suo ex alleato. Il governo ruandese ha lanciato un ambizioso piano per smobilitare migliaia di soldati, con una conseguente forza armata permanente di 33.000 soldati e un'altra forza paramilitare forte di 2.000 soldati - una riduzione da 70.000 soldati in appena un decennio. Durante la Prima e la Seconda guerra del Congo del 1996-2003, il RPF commise violazioni dei diritti umani su larga scala e crimini contro l'umanità nella Repubblica Democratica del Congo, secondo il Rapporto di Mappatura delle Nazioni Unite.

### Equipaggiamento dell'esercito
| Tipo                                    | Prodotto    | Quantità. |
| --------------------------------------- | ----------- | --------- |
| Carro armato                            | T-54/55     | 24        |
| Veicolo da combattimento della fanteria | BMP-1       | ?         |
| Autoblindo                              | Panhard AML | 12        |
| Autoblindo                              | Panhard M3  | 16        |
| Autoblindo                              | VBL         | 16        |
| Autoblindo                              | RG-31 Nyala | 16        |
| Veicolo trasporto truppe                | BTR-60      | ?         |
| Lanciarazzi multiplo                    | RM-70       | 5         |
| Lanciarazzi multiplo                    | BM-21       | ?         |
| Artiglieria                             | D30         | ?         |
| Artiglieria                             | M101        | ?         |
| Artiglieria                             | ZiS-2       | 6         |
|                                         |             |           |
| Fucile d'assalto                        | AK-47       | ?         |
| Mitragliatrice                          | PKM         | ?         |
| Lanciarazzi                             | RPG-7       | ?         |

### Equipaggiamento dell'aeronautica
| Aereo                        | Tipo                    | Versioni | In servizio | Notes |
| ---------------------------- | ----------------------- | -------- | ----------- | ----- |
| Aérospatiale SA 365 Dauphin  | elicottero utility      | SA 365CS | 1           |       |
| Aérospatiale SA 355 Ecureuil | elicottero utility      | SA 355F  | 1           |       |
| Mil Mi-24 Hind               | elicottero d'attacco    |          | 2           |       |
| Mil Mi-8 Hip                 | elicottero da trasporto |          | 3           |       |
| SA-342 Gazelle               | elicottero d'attacco    |          | 6           |       |
| SA-316B Alouette-III         | elicottero utility      |          | 7           |       |

### Ulteriori letture
- Patrick Lefèvre, Jean-Noël Lefèvre, Les militaires belges et le Rwanda 1916-2006 Archiviato il 15 gennaio 2013 in Archive.is., Racine, 2006
- Richard Muhirwa, Rwandese Patriotic Army Logistics Unit (G4) Assessment and Recommendations for Change, Master's thesis, Naval Postgraduate School Monterey CA, 2000
- http://allafrica.com/stories/200810230362.html